# Jeremy Petris
Jeremy Arnaud Petris (Bagnolet, 28 gennaio 1998) è un calciatore francese, difensore dello Charleroi.

## Caratteristiche tecniche
È un terzino destro, in grado di agire da esterno, in possesso di una notevole velocità a cui abbina discrete doti tecniche, che gli consentono di saltare con facilità il diretto avversario.

## Carriera
Nel 2017 si trasferisce in Italia accordandosi con il Gozzano, in Serie D. Termina l'annata con 33 presenze, vincendo il campionato e archiviando una storica promozione in Serie C. Il 31 gennaio 2019 viene tesserato dal Crotone, che lo lascia in prestito al Gozzano fino al termine della stagione. Il 21 gennaio 2020 passa in prestito al Bisceglie, in Serie C.
Dopo aver trascorso una stagione in prestito alla Pro Vercelli, il 2 febbraio 2022 si accorda con il Carsko Selo, nel campionato bulgaro. Il 13 luglio 2022 viene tesserato dal Levski Sofia. Il 21 luglio esordisce nelle competizioni europee contro il PAOK, incontro preliminare valido per l'accesso alla fase a gironi di UEFA Europa Conference League.
Il 30 gennaio 2024 viene ingaggiato dallo Charleroi.

## Statistiche

### Presenze e reti nei club
Statistiche aggiornate al 26 ottobre 2024.
| Stagione            | Squadra             | Campionato          | Campionato | Campionato | Coppe nazionali | Coppe nazionali | Coppe nazionali | Coppe continentali | Coppe continentali | Coppe continentali | Altre coppe | Altre coppe | Altre coppe | Totale | Totale | Totale |
| Stagione            | Squadra             | Comp                | Pres       | Reti       | Comp            | Pres            | Reti            | Comp               | Pres               | Reti               | Comp        | Pres        | Reti        | Pres   | Reti   |        |
| ------------------- | ------------------- | ------------------- | ---------- | ---------- | --------------- | --------------- | --------------- | ------------------ | ------------------ | ------------------ | ----------- | ----------- | ----------- | ------ | ------ | ------ |
| 2015-2016           | Paris FC 2          | CFA 2               | 3          | 0          | -               | -               | -               | -                  | -                  | -                  | -           | -           | -           | 3      | 0      |        |
| 2016-2017           | Paris FC 2          | CFA 2               | 4          | 0          | -               | -               | -               | -                  | -                  | -                  | -           | -           | -           | 4      | 0      |        |
| Totale Paris FC 2   | Totale Paris FC 2   | Totale Paris FC 2   | 7          | 0          |                 | -               | -               |                    | -                  | -                  |             | -           | -           | 7      | 0      |        |
| 2017-2018           | Gozzano             | D                   | 33         | 0          | CI-D            | 2               | 0               | -                  | -                  | -                  | PS          | 1           | 0           | 36     | 0      |        |
| 2018-2019           | Gozzano             | C                   | 20         | 1          | CI-C            | 2               | 0               | -                  | -                  | -                  | -           | -           | -           | 22     | 1      |        |
| Totale Gozzano      | Totale Gozzano      | Totale Gozzano      | 53         | 1          |                 | 4               | 0               |                    | -                  | -                  |             | 1           | 0           | 58     | 1      |        |
| 2019-gen. 2020      | Crotone             | B                   | 0          | 0          | CI              | 0               | 0               | -                  | -                  | -                  | -           | -           | -           | 0      | 0      |        |
| gen.-giu. 2020      | Bisceglie           | C                   | 9+2        | 0          | CI-C            | -               | -               | -                  | -                  | -                  | -           | -           | -           | 11     | 0      |        |
| 2020-2021           | Pro Vercelli        | C                   | 9          | 0          | CI              | 0               | 0               | -                  | -                  | -                  | -           | -           | -           | 9      | 0      |        |
| 2021-feb. 2022      | Crotone             | B                   | 0          | 0          | CI              | 0               | 0               | -                  | -                  | -                  | -           | -           | -           | 0      | 0      |        |
| Totale Crotone      | Totale Crotone      | Totale Crotone      | 0          | 0          |                 | 0               | 0               |                    | -                  | -                  |             | -           | -           | 0      | 0      |        |
| feb.-giu. 2022      | Carsko Selo         | A                   | 7+3        | 0          | CB              | -               | -               | -                  | -                  | -                  | -           | -           | -           | 10     | 0      |        |
| 2022-2023           | Levski Sofia        | A                   | 22+4       | 1          | CB              | 0               | 0               | UECL               | 4                  | 0                  | SB          | 1           | 0           | 31     | 1      |        |
| 2023-gen. 2024      | Levski Sofia        | A                   | 17         | 0          | CB              | 1               | 0               | UECL               | 4                  | 0                  | -           | -           | -           | 22     | 0      |        |
| Totale Levski Sofia | Totale Levski Sofia | Totale Levski Sofia | 43         | 1          |                 | 1               | 0               |                    | 8                  | 0                  |             | 1           | 0           | 53     | 1      |        |
| gen.-giu. 2024      | Charleroi           | D1                  | 7+5        | 0          | CB              | -               | -               | -                  | -                  | -                  | -           | -           | -           | 12     | 0      |        |
| 2024-2025           | Charleroi           | D1                  | 11         | 0          | CB              | 0               | 0               | -                  | -                  | -                  | -           | -           | -           | 11     | 0      |        |
| Totale Charleroi    | Totale Charleroi    | Totale Charleroi    | 23         | 0          |                 | 0               | 0               |                    | -                  | -                  |             | -           | -           | 23     | 0      |        |
| Totale carriera     | Totale carriera     | Totale carriera     | 156        | 2          |                 | 5               | 0               |                    | 8                  | 0                  |             | 2           | 0           | 171    | 2      |        |

## Palmarès

### Club

#### Competizioni nazionali
- Serie D: 1

Gozzano: 2017-2018 (Girone A)